# Pseudobathystomus vernalis
Pseudobathystomus vernalis är en stekelart som beskrevs av Sergey A. Belokobylskij 1994. Pseudobathystomus vernalis ingår i släktet Pseudobathystomus och familjen bracksteklar. Inga underarter finns listade i Catalogue of Life.